# Lista de medalhas armênias nos Jogos Olímpicos da Juventude
Este anexo contém uma lista detalhada das medalhas dA Armênia nos Jogos Olímpicos da Juventude, de Verão, de Inverno e os totais combinados e parciais.

## A Lista
| Edição                             | Medalha | Nome               | Esporte        | Evento                    |
| ---------------------------------- | ------- | ------------------ | -------------- | ------------------------- |
| Verão de 2010 (1 Prata, 3 Bronzes) | Prata   | Gor Minasyan       | Halterofilismo | Mais de 85 kg masculino   |
| Verão de 2010 (1 Prata, 3 Bronzes) | Bronze  | Smbat Margaryan    | Halterofilismo | Até 56 kg masculino       |
| Verão de 2010 (1 Prata, 3 Bronzes) | Bronze  | Davit Ghazaryan    | Judô           | Até 66 kg masculino       |
| Verão de 2010 (1 Prata, 3 Bronzes) | Bronze  | Artak Hovhannisyan | Luta           | Livre até 46 kg masculino |
| Inverno de 2012 (Sem medalhas)     | —       | —                  | —              | —                         |
|                                    |         |                    |                |                           |
| Totais - Verão                     |         |                    |                |                           |
| Ouro                               | 0       | 0                  | 0              | 0                         |
| Prata                              | 1       | 1                  | 1              | 1                         |
| Bronze                             | 3       | 3                  | 3              | 3                         |
| Total                              | 4       | 4                  | 4              | 4                         |
| Totais - Inverno                   |         |                    |                |                           |
| Ouro                               | 0       | 0                  | 0              | 0                         |
| Prata                              | 0       | 0                  | 0              | 0                         |
| Bronze                             | 0       | 0                  | 0              | 0                         |
| Total                              | 0       | 0                  | 0              | 0                         |
| Totais - Verão + Inverno           |         |                    |                |                           |
| Ouro                               | 0       | 0                  | 0              | 0                         |
| Prata                              | 1       | 1                  | 1              | 1                         |
| Bronze                             | 3       | 3                  | 3              | 3                         |
| Total de Medalhas                  | 4       | 4                  | 4              | 4                         |